# Angitia tiresias
Angitia tiresias là một loài bướm đêm trong họ Noctuidae.